# Heteromeloleptes padbergi
Heteromeloleptes padbergi is een hooiwagen uit de familie Gonyleptidae.